# Seznam leteckých nehod Českých aerolinií

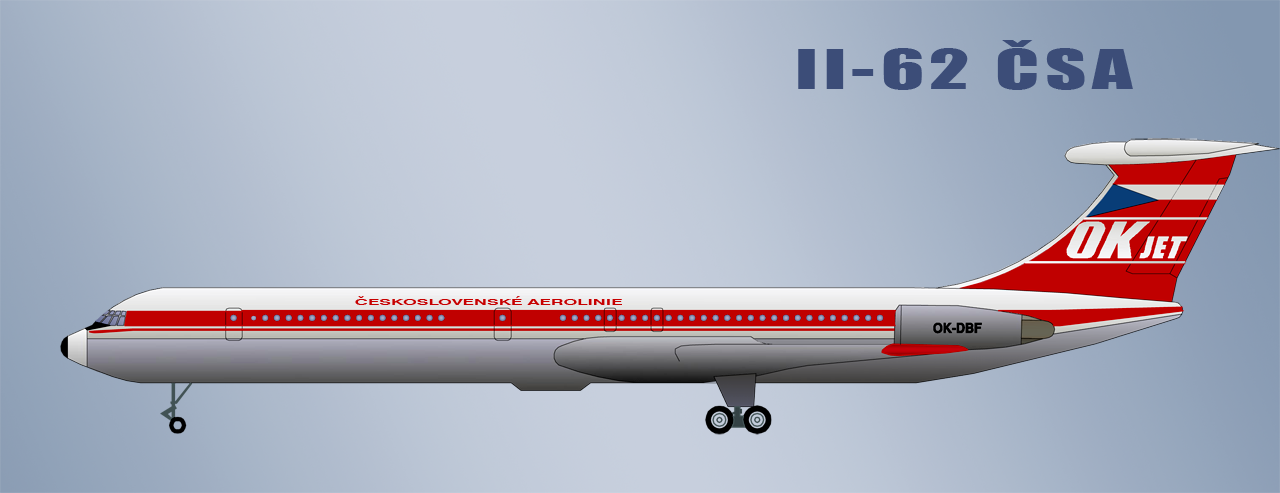
Nákres Iljušinu Il-62 ČSA, který havaroval v roce 1975 u Damašku. Byla to nejkatastrofičtější nehoda ČSA v historii (Let ČSA 540)

Tento článek pojednává o leteckých nehodách Českých a Československých aerolinií (ČSA). Do roku 1977 na palubách letadel ČSA zemřelo 545 lidí a dalších 12 kteří v letadle při havárii nebyli. Od roku 1977 se ČSA nestala žádná smrtelná nehoda. Nejtragičtější nehoda ČSA byl Let ČSA 540 v roce 1975, kdy při nepodařeném pokusu o přistání v Damašku zemřelo 126 lidí, přežili pouze dva.

## 1923–1960
Mezi roky 1923–1956 zemřelo 127 cestujících nebo členů posádky ČSA a dalších 12 osob.
- 31. května 1930 havarovalo letadlo De Havilland DH.50A (imatrikulace L-BAHB) ČSA v Horních Bojanovicích
- 22. srpna 1930 havaroval v Bedřichově u Jihlavy jediný Ford 5-AT-C (OK-FOR). Zahynulo celkem 12 lidí na palubě (včetně dvou pilotů Josefa Sedláře a Josefa Trafiny). Přežil jediný člověk (prof. Kraus).
- 13. srpna 1938 havarovalo letadlo Savoia Marchetti S-73 (OK-BAG) jižně od německého Durbachu (nedaleko Oberkirchu v pohoří Schwarzwald) na lince Praha - Štrasburk a byl zcela zničen. Posádka se během letu dostala do složitých povětrnostních podmínek bez viditelnosti země a při klesání ke Štrasburku pilot narazil do hřebene kopce Brandenkopf (945 m n. m.). Všech 17 lidí z posádky vč. šéfpilota ČSA Karla Brabence a cestujících na palubě zahynulo.[1]
- 26. března 1934 havaroval v Karlových Varech Letov Š-328 (OK-ADB).
- 11. září 1937 havaroval Fokker F.IXD (OK-AFF) na letišti v Bratislavě.
- 9. listopadu 1946 havaroval v 17:36 letoun Douglas DC-3 (OK-XDG) při přistání letu Amsterdam – Praha v Dobrovízi poblíž letiště. Letadlo s 13 pasažéry a 5 členy posádky bylo zničeno, pouze dva lidé utrpěli zranění, ostatní přežili.[2] Letadlu se nejprve kvůli špatným podmínkám nepodařilo přistát, následovně došlo palivo a muselo přistát na poli.
- 24. prosince 1946 havaroval Douglas DC-3 (OK-WDD) v Paříži (při letu Praha – Paříž). Na palubě bylo 10 pasažérů a 5 členů posádky. Všichni vyvázli bez zranění, letadlo po havárii však nebylo provozuschopné.[3]
- 25. ledna 1947 se Douglas C-47 (OK-WDB) střetnul při stání na letišti v Londýně se vzlétajícím strojem aerolinie Spencer Airways, ve kterém zemřelo 12 osob.[4] Na palubě letounu v tu dobu nikdo nebyl.
- 13. února 1947 se krátce po vzletu v 13:43 zřítil a vzplanul poblíž Kladna letoun Douglas DC-3 (OK-XDU). Jednalo se o zkušební let z Prahy-Ruzyně do Čakovic. Na palubě byli tři členové posádky, všichni zahynuli. Následovala stávka zaměstnanců společnosti, protože důvodem nehody byla špatná údržba letadla.[5]
- let ČSA 584 – 21. prosince 1948 havaroval Douglas DC-3 (OK-WDN) na lince z Prahy do izraelské Lyddy. Při bouři a špatné viditelnosti se zřítil nedaleko řeckého města Pylos. Všech 24 osob na palubě zemřelo. Příčina nebyla zjištěna, existuje ale podezření, že letoun byl sestřelen.
- 27. února 1950 se na lince z Ostravy do Prahy po 21 minutách letu zřítil v prostoru hory Vysoká hole letoun Douglas DC-3 (OK-WDY) s 27 cestujícími a 4 členy posádky na palubě. Zemřelo 5 lidí a 3 byli zraněni. Důvodem havárie byla špatná předpověď povětrnostních podmínek a nedodržení stanovené výšky letu posádkou.[6]
- 14. ledna 1954 havaroval poblíž letiště Praha-Ruzyně v Hostivicích letoun Douglas DC-3 (OK-WDS). Zemřelo 13 až 15 osob.
- 12. prosince 1954 havaroval nákladní Douglas DC-3 na lince Praha – Brno – Bratislava/Ivánka, všichni 4 členové posádky zahynuli. V 22:42 posádka navázala kontakt s letištěm v Bratislavě a začala přiblížení na dráhu 23.[7] Po dokončení zatáčky na finální přiblížení narazil stroj do svahu dubového lesa Šenkvický háj v oblasti Pezinok ve výšce 70 m nad letištěm ve vzdálenosti 14,5 km od prahu dráhy. Příčinou byla zřejmě vlivem deště nebo námrazy ucpaná Pitotova trubice snímající výšku.[8]
- 18. ledna 1956 narazil Douglas DC-3 (OK-WZD) do Škapovy hory v pohoří Levočské vrchy na Slovensku. Původně měl tento stroj přistát v Košicích, kvůli silnému větru byl ale odkloněn na letiště v Popradu, které se nachází v poměrně hornatém terénu. Zemřelo celkem 26 lidí, z toho 4 byli členové posádky. Přežili čtyři pasažéři tohoto letu.[9]
- 24. listopadu 1956 18:30 narazil Iljušin Il-12B (OK-DBP) do pole 12 kilometrů od letiště Curych při letu z Prahy.[10] Všech 23 lidí na palubě zemřelo (5 posádka, 18 cestujících).
- 8. listopadu 1957 havaroval letoun Iljušin Il-14 (OK-LCE) na letišti Praha-Ruzyně.

## 1960–1993
Mezi roky 1957 až 1993 zemřelo na palubě letadel ČSA celkem 418 lidí, poslední smrtelný rok byl 1977. V počtu nehod a mrtvých to bylo nejhorší období ČSA.
- 20. ledna 1960 havarovalo letadlo Iljušin Il-12 (OK-DBG) na ruzyňském letišti.
- 2. ledna 1961 se nepodařilo Avii Av-14-32A/Iljušin Il-14 při vzletu z ruzyňského letiště nabrat výšku. Následně zavadilo o dráty vysokého napětí a letadlo havarovalo blízko Hostivic. Všech 10 osob na palubě zemřelo.
- let ČSA 511 – 28. března 1961 se nad Německem nedaleko města Gräfenberg zřítil Iljušin Il-18V ČSA (OK-OAD), letící přes Curych a Rabat do Bamaka (hlavní město Mali).[11] Všech 52 osob na palubě zemřelo, příčina nebyla zjištěna. Sovětští vyšetřovatelé napsali, že letoun byl podle nad Západním Německem sestřelen.[12]
- 12. července 1961 narazil do hory letoun ljušin Il-18V (OK-PAF) při přistávání. Tento stroj na stejné lince jako 28. března 1961 letadlo IL-18V (OK-OAD) – Praha – Curych – Rabat – Dakar – Conakry. Kvůli husté mlze v Rabatu přistávalo letadlo na letišti v Casablance, kde však nebylo také nejpříznivější počasí. Po prvním průletu v 150 metrech letadlo opakovalo přiblížení, při kterém zachytilo o vedení vysokého napětí a havarovalo. Zemřelo všech 72 lidí.

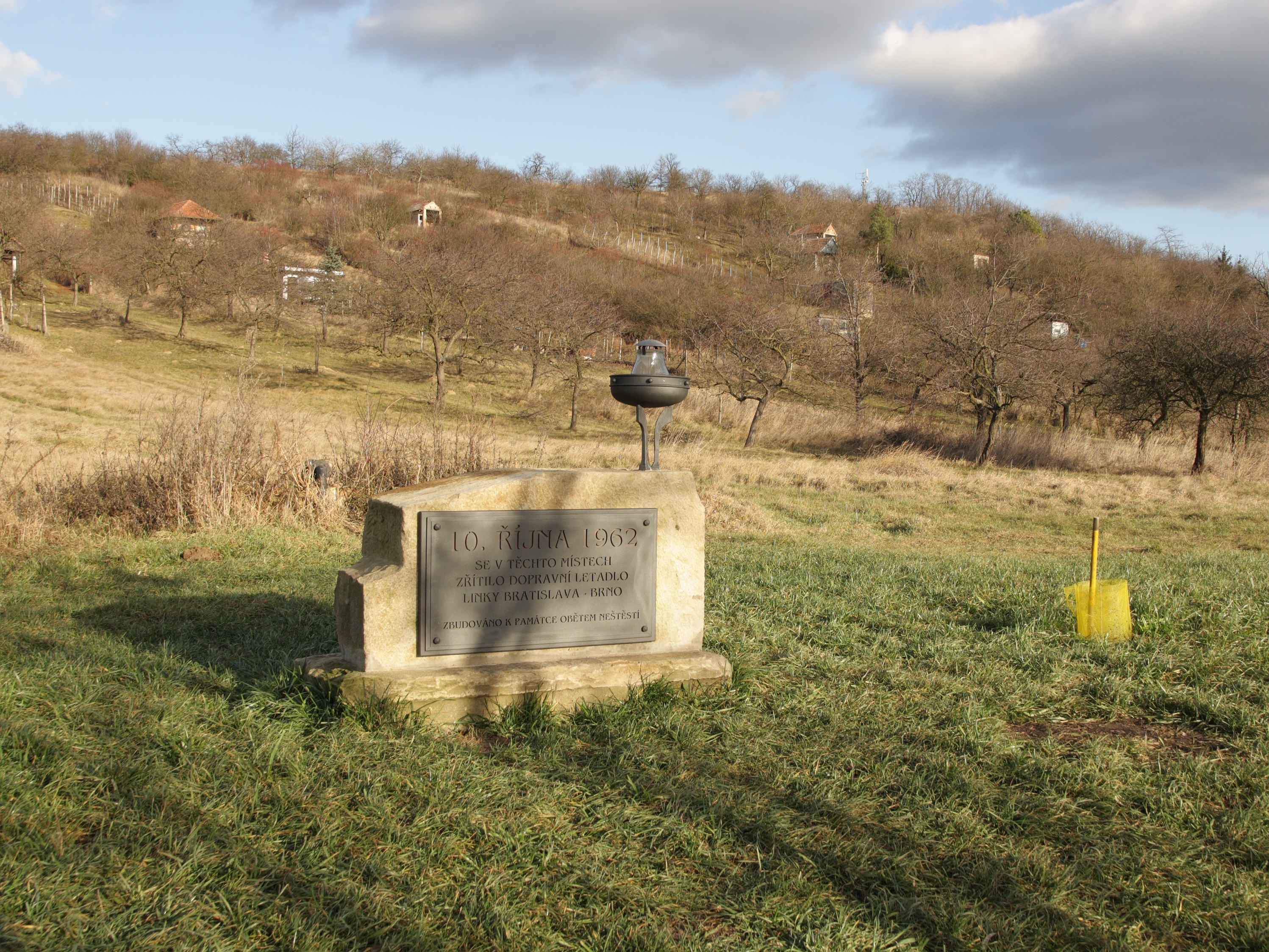
Pomník leteckého neštěstí pod Starou horou – Újezd u Brna, zde 10. října 1962 havaroval stroj Avia 14-32A (OK-MCT) na letu OK306

- Pomník leteckého neštěstí pod Starou horou – Újezd u Brna, zde 10. října 1962 havaroval stroj Avia 14-32A (OK-MCT) na letu OK30610. října 1962 se nepodařilo pilotovi přistát na brněnském letišti se strojem Avia 14-32A (OK-MCT, stáří 4 roky). Bylo tomu tak kvůli špatné viditelnosti při letu OK306 z Košic, přes Bratislavu a Brno do Prahy. Letoun odlétl z Bratislavy v 8:34, při přiblížení pilot o 3 km špatně odhadl vzdálenost od letiště a ve výšce asi 280 metrů narazil nedaleko Újezdu u Brna do kopce Stará hora o nadmořské výšce 307 metrů. Letadlo se rozlomilo a začalo hořet. Z 42 lidí na palubě nepřežili 3 členové posádky a 10 pasažérů.[13][14]
- 16. června 1963 vzplál prázdný letoun Tupolev Tu-104A (OK-LDB) při tankování v indickém městě Bombaj. Letoun byl kompletně zničen, nikdo nezemřel.
- 11. července 1967 se zřítilo letadlo Let L-200 Morava (OK-OFD) do lesa pod Velkou Javořinou v důsledku mlhy, zemřeli všichni tři lidé na palubě.
- let ČSA 523 – 5. září 1967 se zřítil Iljušin Il-18D (OK-WAI) na lince OK525 Praha – Shannon – Gander – Havana v kanadském Ganderu krátce po startu. Příčina pádu nebyla zjištěna, jednou z možností bylo nevysunutí, nebo příliš brzké zasunutí vzletových klapek. Dobová komunistická propaganda také uvedla, že za příčinou havárie mohla stát teroristická akce kubánských disidentů, neb na palubě letadla cestovala na Kubu početná skupina členů Československé akademie věd. Z celkem 69 lidí na palubě zahynulo 37.[15]
- 11. října 1968 v 16:20 se zřítilo krátce po vzletu, 7 kilometrů od ruzyňského letiště letadlo Avia 14-32A(OK-MJC) letící do Košic. Na palubě bylo 40 lidí, z nichž 11 zahynulo.
- 1. června 1970 stroj Tupolev Tu-104A (OK-NDD) narazil poblíž letiště v libyjské Tripolis do země. Pilotovi se nedařilo přistát, na třetí pokus zkusil místo dráhy 12 přistávat na dráhu 36. Letoun narazil do země 5,5 km od letiště a vzplanul. Všech 13 osob na palubě zemřelo.[16]Tupolev Tu-124 Československých aerolinií, který byl zničen požárem 18. srpna 1970, přistával v Curychu bez podvozku

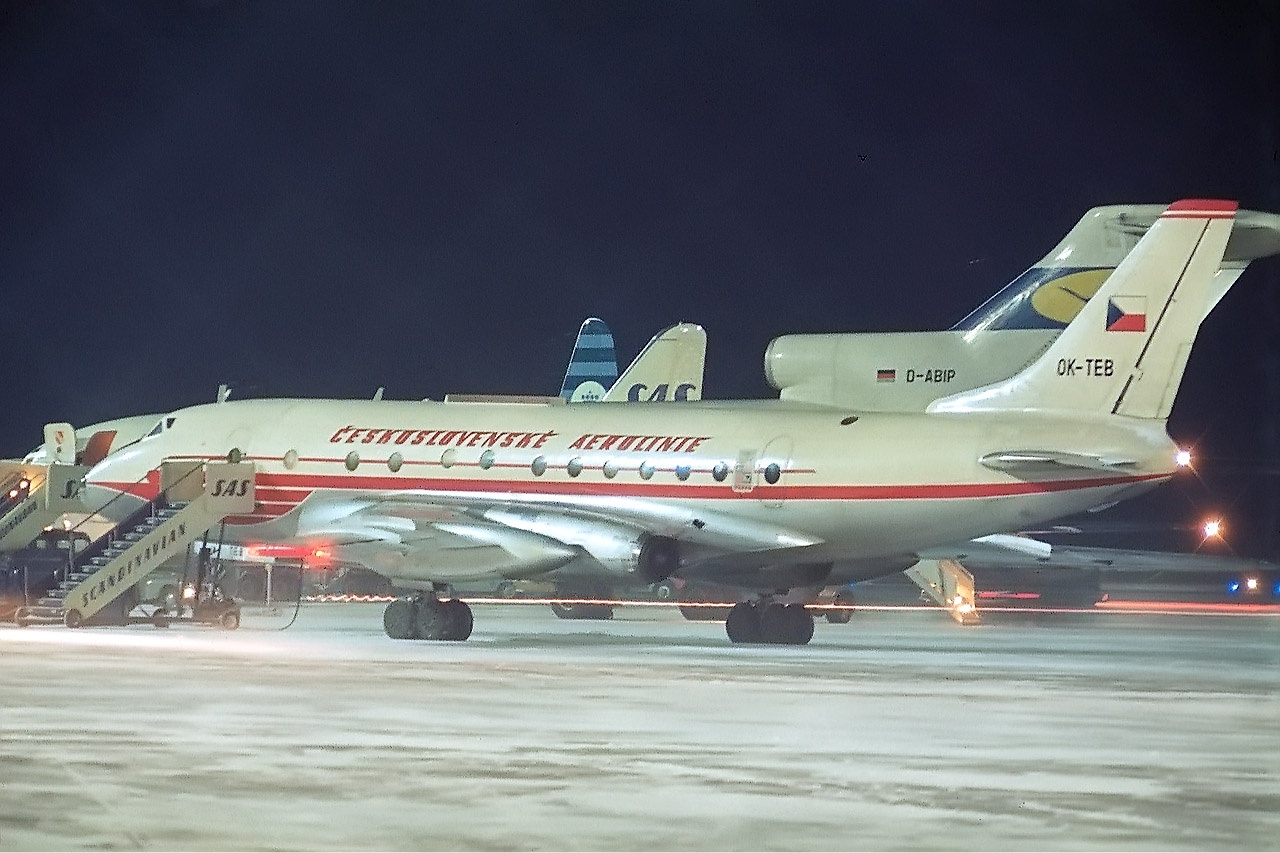
Tupolev Tu-124 Československých aerolinií, který byl zničen požárem 18. srpna 1970, přistával v Curychu bez podvozku

- 18. srpna 1970 přistál stroj Tupolev Tu-124V (OK-TEB) na lince OK744 (Praha – Curych) ve švýcarském Curychu bez podvozku. Z 20 lidí na palubě nikdo neutrpěl závažná zranění ani nezahynul, letoun byl odepsán. V kabině byly potíže s tlakem, technik neslyšel pilota říkat, aby vysunul podvozek.[17]
- 12. září 1972 přistál letoun Avia Av-14-32A (OK-MGG) na letišti v Karlových Varech bez podvozku, tato nehoda se obešla bez zranění.
- 29. srpna 1973 vzplanul krátce po přistání při sjetí z dráhy 14 na kyperském letišti v Nikósii motor letounu Tupolev Tu-104A (OK-MDE). Stalo se tak při mezipřistání letu OK531 z Prahy do Damašku. Přesto že byl motor uhašen, letoun byl odepsán.[18] Nikomu z 70 lidí na palubě se nic nestalo.
- let ČSA 540 – 20. srpna 1975 havaroval u letiště v Damašku v noci před přistáním Iljušin Il-62, cílová destinace měl být íránský Teherán. Z 128 osob na palubě přežili pouze 2. Příčina nebyla zjištěna, mohlo se jednat o pilotovu chybu.
- let ČSA 001 – 28. července 1976 se zřítil do slovenského jezera Zlaté piesky v Bratislavě letoun Iljušin Il-18B na lince Praha – Bratislava. Z 79 cestujících na palubě 76 zemřelo. Příčina byla nedostatečná rychlost letounu, ta byla zaviněna piloty a špatným naváděním letadla.

- 2. ledna 1977 se v mlze srazil přistávající Tupolev Tu-134A (OK-CFD) se strojem Iljušin Il-18B čekající na povolení ke vzletu na ruzyňském letišti v Praze. Letadlo Tu-134 letělo z Leningradu (Petrohradu) s 48 lidmi na palubě, při finále na dráhu 31 si v mlze piloti na poslední všimli Iljušinu Il-18 na dráze (letící do Bratislavy s 15 lidmi). V posledním okamžiku stihli letoun zvednout a Iljušinu utrhnuli jen směrovku. Tupolev se zřítil několik metrů opodál, následně sjel mimo dráhu a bez křídel a podvozku jel po sněhu. Po zastavení lidé vystoupili, nikdo z letiště nejprve nic nezaregistroval a nehoda byla zatajena. Nepsalo se o ní v médiích a poničené letadlo bylo použito při cvičení hasičů a následně bylo spáleno. Příčinou bylo střídání dispečerů, jeden z nich na něj přišel pozdě a nedostal informaci o letounu přistávajícím Tupolevu. Nikdo nezemřel, bylo ohlášeno jen jedno zranění.[19] O havárii pojednává jeden díl z cyklu Osudové okamžiky.[20]
- 11. února 1977 havaroval 1800 metrů od dráhy 22 nákladní letoun Avia Av-14T (OK-OCA) při přistání v Bratislavě. Piloti nedodrželi předepsanou letovou dráhu a výšku kvůli špatnému počasí, zemřelo všech 5 lidí na palubě.[21][22]
- 11. října 1988 dosedl Tupolev Tu-134 (OK-AFB) na dráhu pražského Ruzyně tak tvrdě, že byl letoun odepsán. Nikdo nezemřel, ani nebyl zraněn. Později sloužil jako restaurace v slovenských Piešťanech.

## 1993–současnost

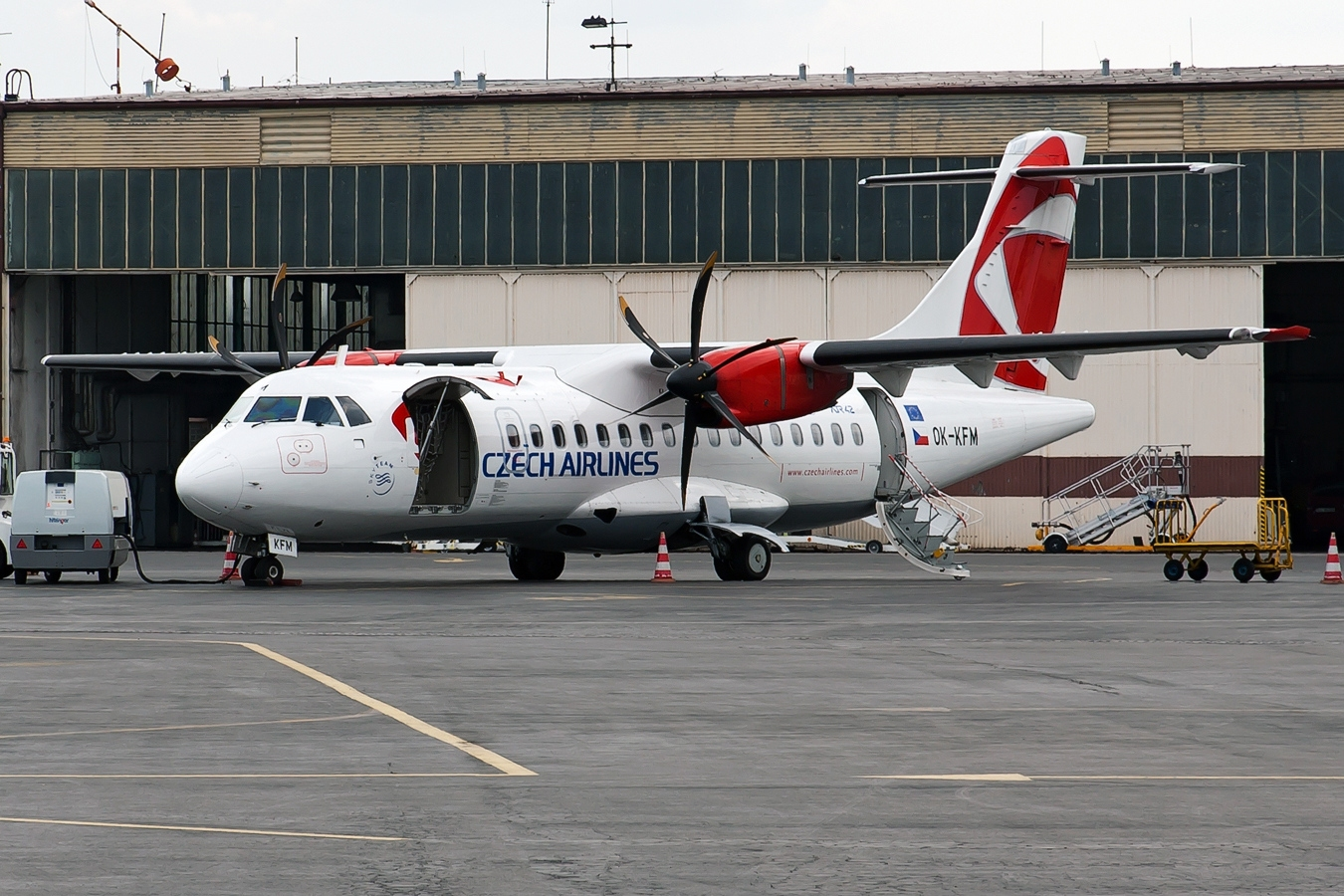
AT4 42-500 Českých aerolinií, které bylo zničeno explozí v hangáru v roce 2012

- 16. listopadu 1998 letěl Airbus A310-300 na lince OK 053 z Newarku do Prahy. Po necelých dvou hodinách letu došlo k poklesu tlaku v kabině z důvodu mechanické poruchy výpustného vzduchového ventilu. Piloti s letadlem nouzově přistáli na letišti v Ganderu (přistání se odehrálo v silném větru). V kabině vypukla panika, jelikož chemické vyvíječe kyslíku způsobily dým a zápach v kabině. Nikomu ze 107 lidí na palubě se nic nestalo. Dle slov vedení ČSA zvládla posádka capt. Ing. Antonín Žalud a F/O Tomáš Dostál situaci velmi dobře. [23]
- 15. února 2012 zemřel při letu OK 077 z Varšavy do Prahy (ATR 42; OK-KFN) kapitán letadla Jaroslav Váňa. Se strojem přistál druhý pilot. Příčinou smrti byla skrytá srdeční vada.
- 9. června 2012 vybouchl při stání v hangáru F na pražském letišti Ruzyně tři roky starý letoun ATR 42-500 (OK-KFM).[24] Druhé ATR 42 (OK-JFK), také uskladněné v hangáru, bylo explozí poškozeno. Hasičům se krátce po výbuchu podařilo ATR 42 uhasit, ale zbyly z něj už jen trosky. Nikdo během události nebyl vážně zraněn.[25] Na letišti byl na 10 minut přerušen provoz.[26] Škoda přesáhla 200 milionů Kč.
- 19. září 2014 došlo na letu Praha-Jerevan nad Černým mořem k náhlému poklesu tlaku v kabině letounu Airbus A319 (OK-NEP), opatřeného Fly to the city of magic! livery. Stroj nouzově přistál v Burgasu. Incident se obešel bez zranění.
- 18. ledna 2015 se musel letoun ATR 72-500 (OK-GFS) na letu OK544 z Prahy do Hamburku po vzletu vrátit do Prahy kvůli kouři hlášenému na palubě a nouzově přistát za doprovodu hasičů. Z 60 lidí na palubě převezla záchranná služba do motolské nemocnice 35 lidí kvůli intoxikaci kouřem.[27]